# Ranunculus cuneifolius
Ranunculus cuneifolius är en ranunkelväxtart som beskrevs av Carl Maximowicz. Ranunculus cuneifolius ingår i släktet ranunkler, och familjen ranunkelväxter. Utöver nominatformen finns också underarten R. c. latisectus.